# Фрейтас, Журандир де
Журандир де Фрейтас (порт.-браз. Jurandir de Freitas; 12 ноября 1940, Марилия — 6 марта 1996, Сан-Паулу) — бразильский футболист, чемпион мира 1962 года.

## Карьера
Журандир вырос в бедной семье. С юных лет он работал, сначала чистильщиком ботинок, затем каменщиком, а потом механиком. Одновременно он играл в футбол, где выступал за местный клуб «Коринтианс» (Марилия). В 1960 году он перешёл в «Сан-Бенто» (Сорокаба), откуда был куплен «Сан-Паулу», предложившим зарплату в 2300 крузейро. За «Сан-Паулу» Журандир выступал 10 лет, составив дуэт центральных защитников клуба вместе с Роберто Диасом. С клубом он выиграл два чемпионата штата Сан-Паулу и стал игроком сборной Бразилии, за которою провёл 16 матчей. В Сан-Паулу он женился, купил дом в Вила Сония, а также занялся бизнесом по пошиву одежды. Несмотря на то, что Журандир был чемпионом мира, заработную плату ему не увеличивали, остановившись на сумме 8000 крузейро. Маленькие заработные платы руководители клуба объясняли тратами на новый стадион. Он стал одним из символов команды, часто играя на уколах. И даже пошёл на встречу клубу не сообщать в прессе о инциденте, когда его младший сын выстрелил себе в лицо из ружья, был доставлен в больницу и некоторое время находился в коме.
Уйти из «Сан-Паулу» Журандира вынудили обстоятельства: после постройки стадиона Морумби, клуб начал вкладывать большие деньги в новых игроков, делая на них ставку, от опытных же футболистов было решено отказаться. Клуб даже не организовал защитнику прощального матча. Журандир перешёл в клуб «Марилия». Там на него навалились новые проблемы: команда была бедной, и заработки были невысоки, а Журандир, оставивший бизнес родственникам, был вынужден продать свой дом, чтобы его дело осталось «на плаву». В 1973 году Журандир был арендован клубом «Комерсиал» из Кампу-Гранди. Там он получил травму колена, из-за которой ему удалили два мениска. Ещё одной неудачей стало то, что клуб не успел оформить трансфер Журандира в Бразильской конфедерации футбола, из-за чего страховка, полагавшаяся игроку, выплачена не была. Он некоторое время тренировался с «Сан-Паулу», но клуб запретил ему и это.
Затем Журандир был вынужден играть за другие клубы, чтобы как-то прокормить семью, состоящую из жены, Эмерлинды, и детей, Журандина Жуниора, Розели Апаресиды, Жоэлсона Бенедито и Жадира. Он даже продал свой автомобиль, чтобы семья не голодала. Он прожил остаток дней в дома на Табоан-да-Серра, страдая от болезни почек, вызванных курением и потреблением спиртных напитков. И работал охранником в компании Сабесп, занимающейся охраной стадиона в Сан-Паулу.

## Достижения
- Чемпион мира: 1962
- Обладатель Кубка Освалдо Круза: 1962, 1968
- Обладатель Кубка Рио-Бранко: 1967
- Чемпион штата Сан-Паулу: 1970, 1971